# Санчес, Рикард
Ри́кард Са́нчес Се́ндра (исп. Ricard Sánchez Sendra; 22 февраля 2000, Сан-Жауме-дельс-Доменьс, Испания) — испанский футболист, защитник.

## Клубная карьера
Рикард является выпускником молодёжной академии «Атлетико Мадрид». За взрослую команду футболист дебютировал 16 декабря 2020 года в матче Кубка Испании против «Кардассара», в том матче Санчес отличился забитым мячом, а команда выиграла со счётом 3:0. В чемпионате Испании он дебютировал 20 февраля 2021 года в матче против «Леванте».

## Достижения
«Атлетико Мадрид»
- Чемпион Испании: 2020/21

Сборная Испании
- Чемпион юношеского чемпионата Европы (до 19 лет): 2019